# 達布尼克羅斯羅茲 (密西西比州)
達布尼克羅斯羅茲（英語：Dabney Crossroads）是位於美國密西西比州海恩茲縣的非建制地區。

## 地理
達布尼克羅斯羅茲所處的海拔為高於海平面103米（即338英呎），而該地所採用的時區為UTC-6，即北美中部時區（CST）。同時該地設有夏令時間，為UTC-6調快一小時，即UTC-5（CDT）。